# دوشان تادیچ
دوشان تادیچ (سیریلیک صربی: Душан Тадић؛ زادهٔ ۲۰ نوامبر ۱۹۸۸) بازیکن فوتبال اهل صربستان است.او توانایی خاصی در کنترل توپ،دریبلینگ،تکنیک،دادن پاس های کوتاه و سانتر های بلند دارد و بازیسازی نیز از ویژگی های بارز این بازیکن خوش فکر به حساب می آید.تادیچ از پای چپ خود به خوبی بهره می گیرد و به عنوان پای تخصصی از آن استفاده می کند؛وی اگرچه در اصل یک هافبک هجومی تعریف می شود اما می تواند در پست های مختلف بازی کند،مانند:هافبک تهاجمی،مهاجم نوک،نه کاذب و وینگر چپ.مهاجم صرب به واسطه هوش و قدرت بازیسازی بالا همواره مورد تعریف و تمجید قرار گرفته است و به عبارتی او یک مهاجم پاسور است. تادیچ با ارسال چهار پاس گل رکورددار بیشترین تعداد پاس در یک مسابقه در تاریخ لیگ برتر انگلستان محسوب می‌شود. او این رکورد را با لباس ساوت‌همپتون در پیروزی ۸-۰ در مقابل ساندرلند به ثبت رساند. لوی همچنین از ارکان اصلی رسیدن آژاکس آمستردام به نیمه نهایی لیگ قهرمان ۱۹_۲۰۱۸ بود و بهترین بازیکن آژاکس به لحاظ آماری در اروپا طی آن فصل محسوب میشد.تادیچ در پست هافبک هجومی و مهاجم کاذب بسیار عالی کار کرده است و آمار او گویای همه چیز است.اوج کار او را می توان در آن فصل از لیگ قهرمانان دید،زمانی که در مقابل رئال مادرید قرار گرفت و یک تنه باعث حذف آن تیم از گردونه مسابقات شد و با آن دریبل زیدانی معروف خود چشم های زیادی را به خود خیره کرد.او همیشه بازیکنی موثر بوده و همچنان برای تیم خود میدرخشد.وی اکنون کاپیتان تیم فنرباغچه نیز است.

## باشگاهی
از باشگاه‌هایی که در آن بازی کرده‌است می‌توان به وویوودینا، خرونینگن، توئنته، ساوت‌همپتون ، آژاکس و فنرباغچه اشاره کرد.

## تیم ملی
وی همچنین در تیم ملی فوتبال صربستان بازی کرده‌است.